# Kancjonał Artomiusza
Kancjonał Artomiusza, (Cantional, to jest pieśni chrześcijańskie) – zbiór pieśni reformacyjnych, wydany przez Piotra Artomiusza (Krzesichleba) po raz pierwszy w roku 1578.
Dzieło zyskało popularność stając się najbardziej znanym takim zbiorem w Polsce. Doczekało się licznych wznowień zarówno z nutami, jak też w formie zawierającej jedynie teksty.